# 桑德罗·波提切利
桑德罗·波提切利（義大利語：Sandro Botticelli，1445年3月1日—1510年5月17日），原名亚历桑德罗·迪马里亚诺·迪万尼·菲利佩皮（義大利語：Alessandro di Mariano di Vanni Filipepi）是欧洲文艺复兴早期的佛羅倫斯畫派艺术家。

## 生平
波提切利出生于意大利佛罗伦萨的一个中产阶级家庭，“波提切利”是他的绰号，意为“小桶”（義大利語：botte，桶）。从小酷爱绘画的他最早被做皮革匠的父亲送去学做一名金银艺匠学徒，但后遵从他本人的意愿，将他送到菲利普·利皮的画室学习绘画。利比以哥特式的手法，对三维立体事物的把握、对细微人物脸部表情的表现和对细节的重视都对波提切利日后的绘画风格造成了深远影响。此外，波拉约洛兄弟的雕塑作品也对波提切利产生过影响。之后他又从师韦罗基奥，曾与小他7岁的列奥纳多·达·芬奇是同学。1470年，他自立门户，开设个人绘画工作室，很快就受到美第奇家族的赏识，向他订购了大量的画作。与强大的美第奇家族保持着良好的关系也使画家获得政治上的保护，并享有有利的绘画条件。此外也是通过这一层关系，波提切利得以接触到佛罗伦萨上流社会和文艺界名流，开拓了视野，接触各方面多种的知识。

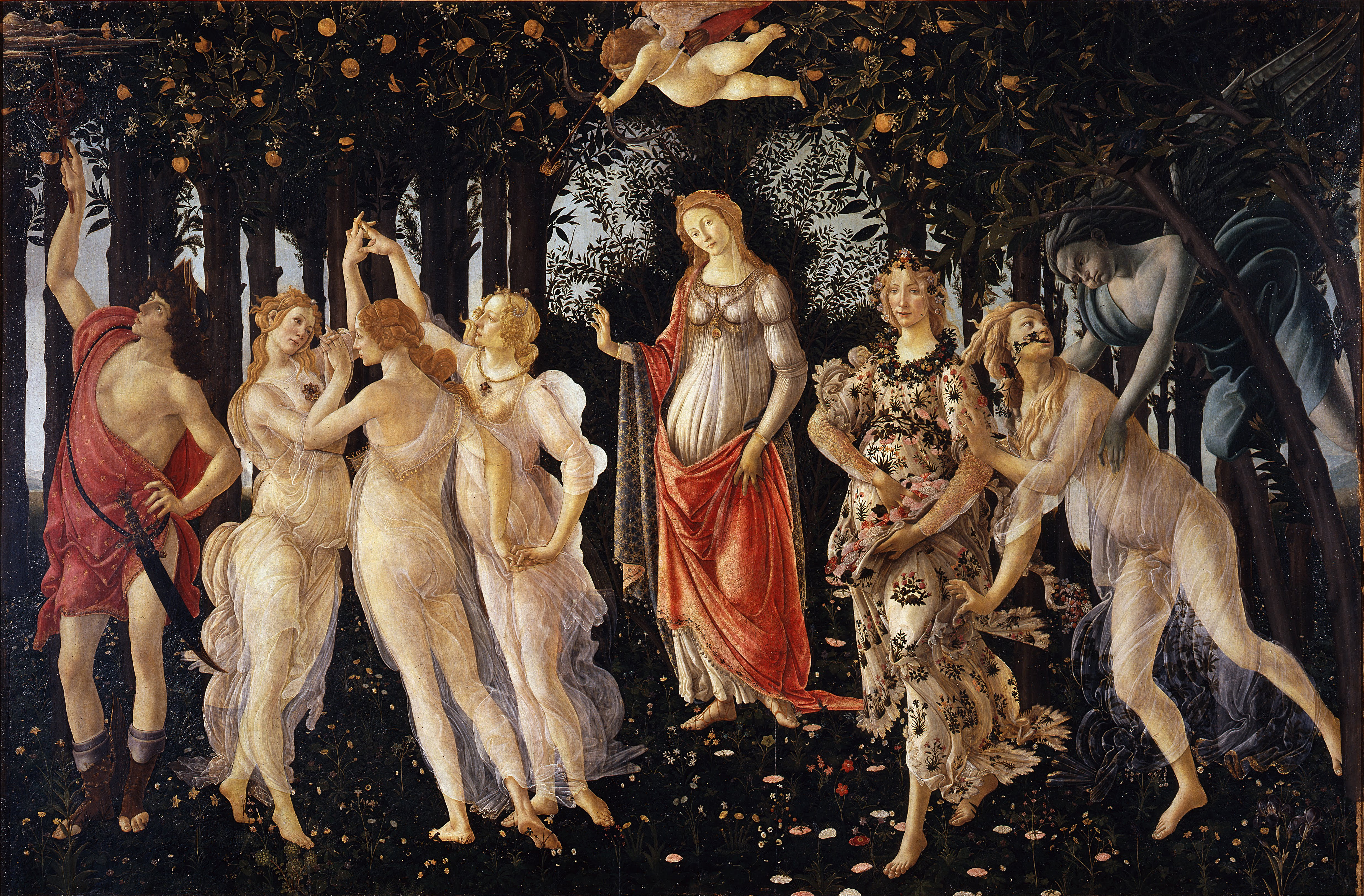
波提切利的名作《春》

在美第奇家族掌权的期间，波提切利为他们做了多幅名画，声名大躁。1477年他以诗人波利蒂安歌颂爱神维纳斯的长诗为主题，为美第奇别墅所画《春》。这幅画已经和《维纳斯的诞生》一起，成为波提切利一生中最著名的两幅画作。在这幅画中，波提切利运用自己的想像力对古代神话故事重新演绎，人物线条流畅，色彩明亮灿烂，却又在充满着欢乐详和的气氛中，带有一丝忧愁。画面右上方是风神，他拥抱着春神，春神又拥着花神，被鲜花装点的花神向大地撒着鲜花；画面中间立着女神维纳斯，在她头顶处飞翔着手执爱情之箭的小爱神丘比特；维纳斯的右手边是三美神手拉手翩翩起舞，她们分别象征“华美”、“贞淑”和“欢悦”；画面的左下方是主神宙斯的特使墨丘利。

波提切利的名作《维纳斯的诞生》

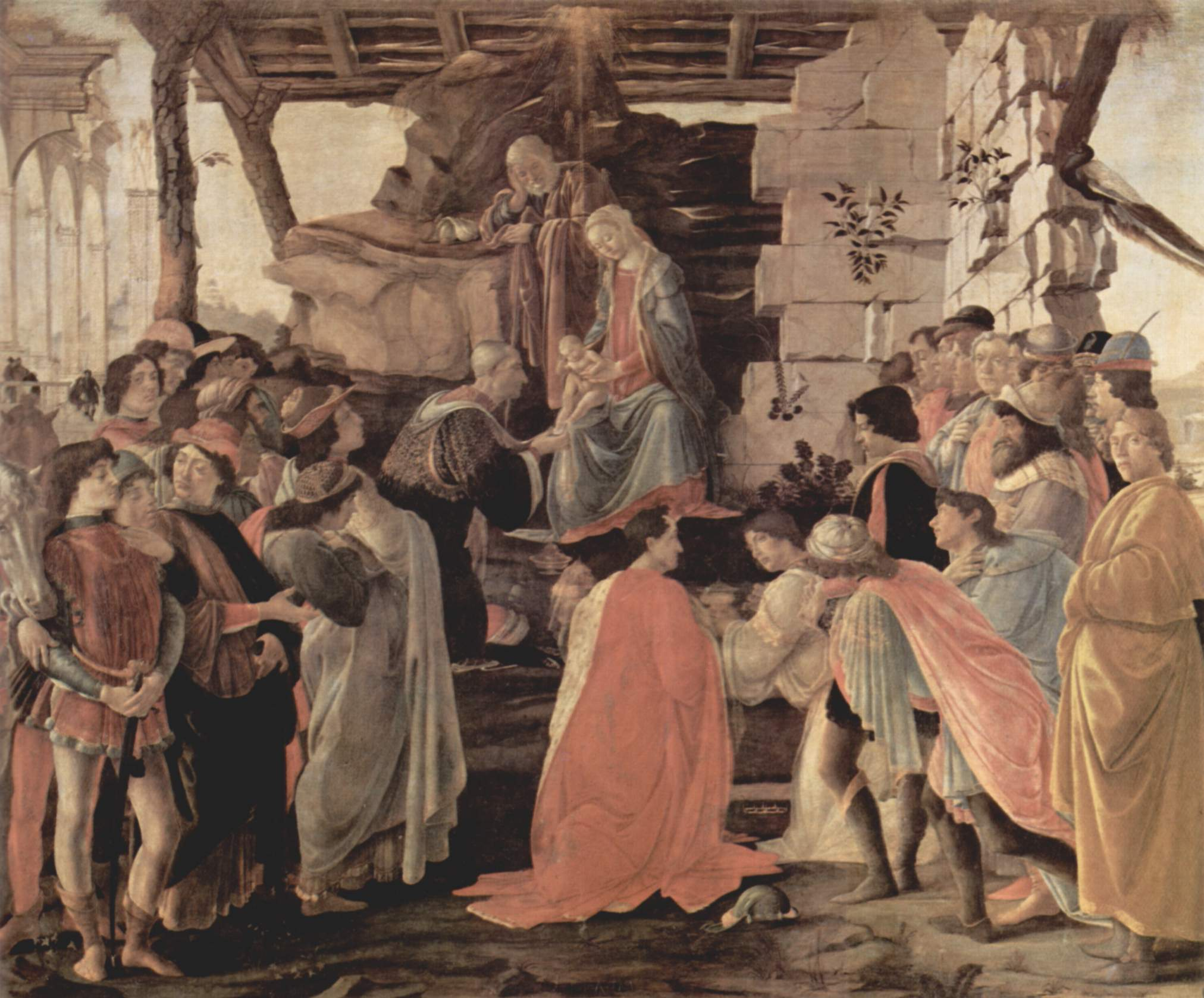
波提切利的名作《三博士来朝》

1485年完成的《维纳斯的诞生》是波提切利的另一幅杰作，表现的是希腊神话中代表爱与美的女神维纳斯从大海中诞生的场景，这幅画的绘画风格在当时颇为与众不同，不强调明暗法来表现人体造型，而更强调轮廓线，使得人体有浅浮雕的感觉，而且极适合装饰作用。画面中的女神肌肤洁白，金色的长发飘逸，无愧为是完美的化身；但脸上却又挂有淡淡的忧愁、迷惘和困惑。
另一幅为世人所熟知的画作是他的《三博士来朝》。这幅画为他在整个欧洲赢得了声誉，并也因此于1481年7月被教皇召唤到罗马，为西斯廷礼拜堂作壁画。
1492年，佛罗伦萨发生政治巨变，美第奇家族遭驱逐，宗教极端的薩佛納羅拉掌权，波提切利也是他的追随者之一，并曾在臭名昭著的“虚荣的篝火”中烧毁过多幅自己的画作，或许是因为这个原因，波提切利的后半生声名下滑，晚年贫困潦倒，只能靠救济度日，最终于1510年去世，安葬于佛罗伦萨诸圣教堂墓地。

## 著名作品
- 《三博士来朝》（Adorazione dei Magi），1475年
- 《春》（La Primavera），1477年
- 《圣母颂》（Madonna del Magnificat），1481年
- 《維納斯與戰神》（Venere e Marte），1483年
- 《維納斯的誕生》（La nascita di Venere），1485年
- 《圣母领报（英语：Cestello Annunciation）》（Annunciazione），1490年
- 《诽谤（英语：Calumny of Apelles (Botticelli)）》（La Calunnia），1495年
- 《神秘的基督降生图（英语：The Mystical Nativity）》（Natività mistica），1501年
- 《帕拉斯和肯陶洛斯》
- 《聖澤諾比烏斯的生活場景》
- 《地獄圖》（La mappa dell'Inferno），根據但丁《神曲》所繪製的想像圖。丹·布朗小說《地獄》（Inferno，2013年）多次引用本圖。

## 多媒體

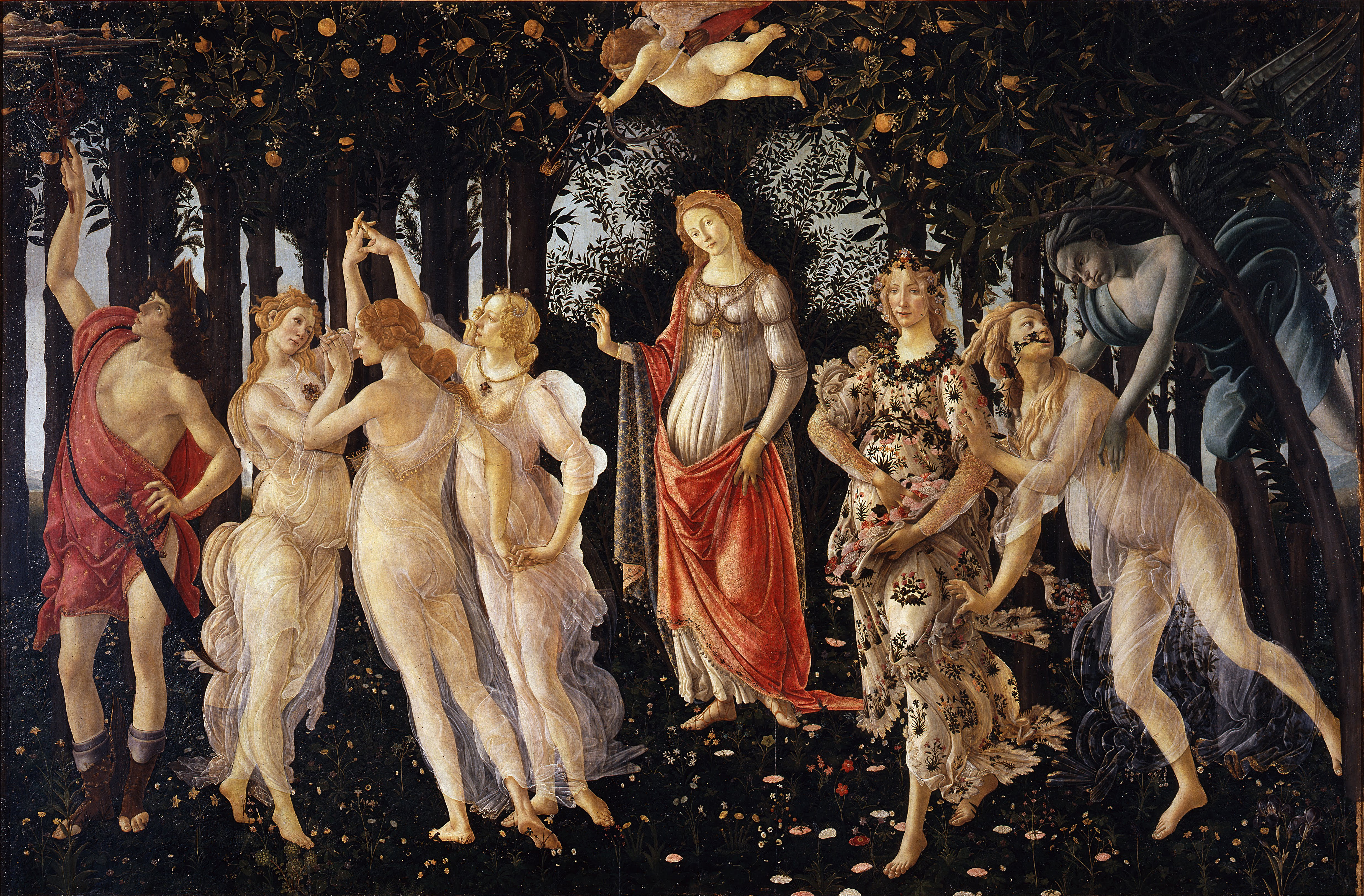
《春》(Primavera)，1482年，收藏於佛羅倫斯烏菲茲美術館
《維納斯的誕生》(La nascita di Venere)，1484年－1486年，收藏於佛羅倫斯烏菲茲美術館
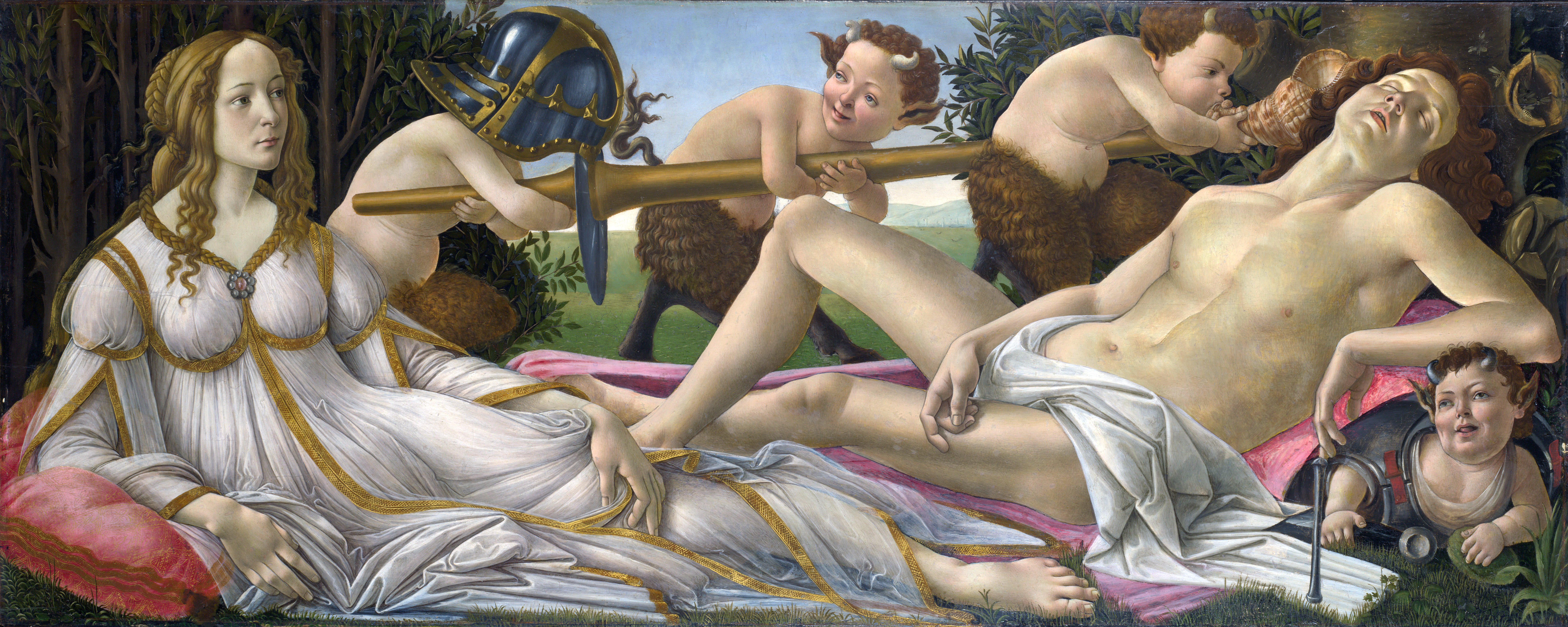
《維納斯與戰神》(Venere e Marte)，1483年，收藏於英國國家美術館
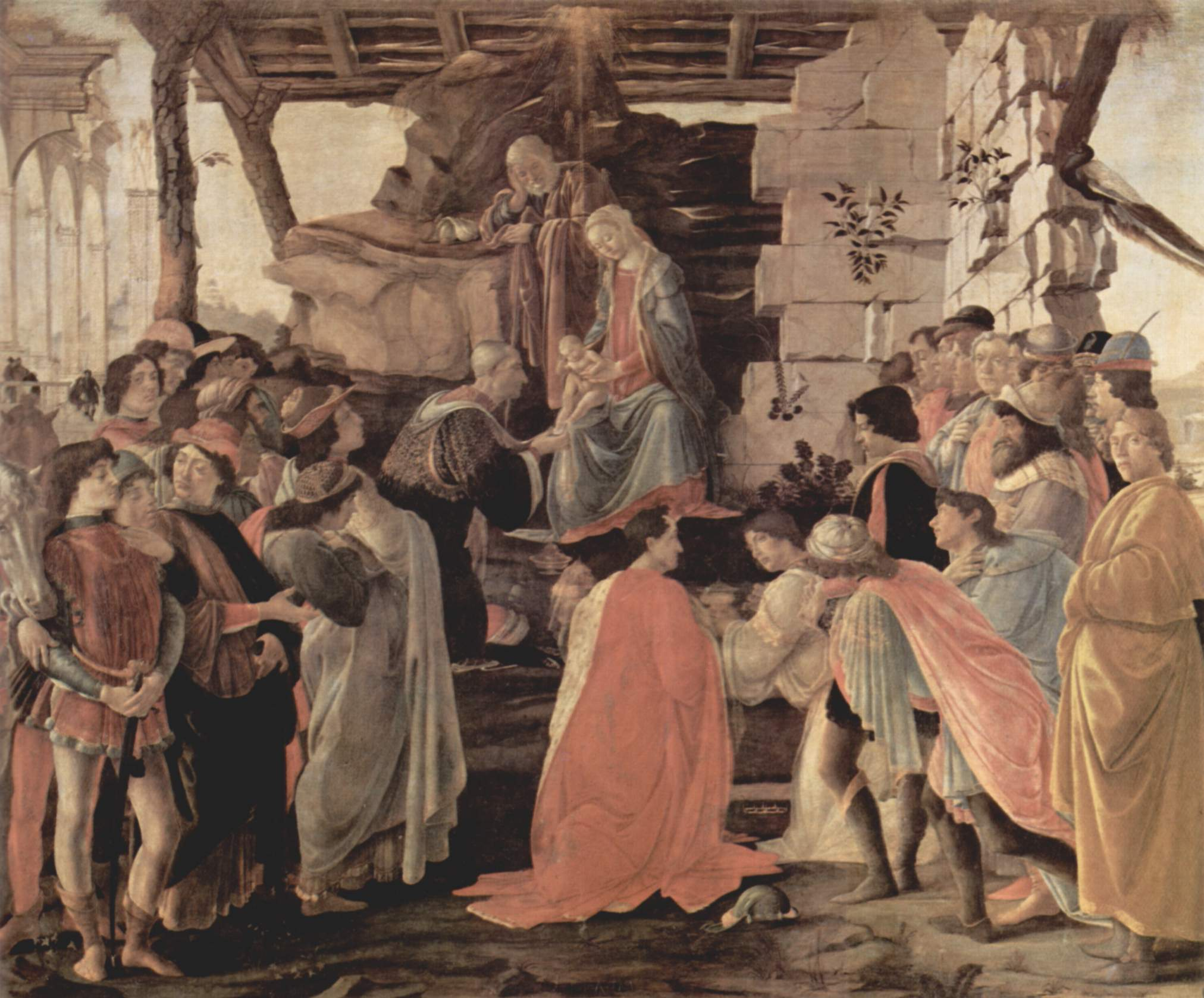
《三博士來朝》(Adorazione dei Magi)，1475年－1476年，收藏於佛羅倫斯烏菲茲美術館